# 曾有嚴
曾有嚴（？—？），字子威，奉天省奉天府（今沈阳市）人，清朝及中华民国政治人物。

## 生平
光緒丙午科優貢，毕业于京师大学堂。曾任奉天教育总会会长。
寧遠州學正兼視學員，署理寧遠州知州
1908年9月（光绪三十四年），奉天所属各府厅州县设置视学官，宁远州第一任视学官为曾有严。
《东三省公报》于民国元年（1912年）2月18日创刊，社址位于大北门外，日出两大张。该报发起者是奉天省议会。当时，奉天省议会议长孙百斛、袁金铠、曾有严等人公推曾有严为总经理，荣孟枚为总编辑，王希哲为主笔。创刊后不久，改为官商合办，王希哲为商股之一。翟文选担任奉天省长时，王希哲请求官方收回官股，由王希哲个人经营。
歷任奉天北鎮縣知事
1915年，曾有嚴出任山东省无棣县知事。1917年由武毓秀接任。
1918年，曾有嚴出任中华民国第二届国会参议员。1920年，第二届国会解散。